# Valentin Block
Valentin Block (geboren vor 1612; gestorben nach 1618) war ein deutscher Schmied und Münzmeister.

## Leben
Valentin Block wurde im 16. Jahrhundert in Goslar geboren. Nachdem er zweieinhalb Jahre als Münzmeister der Grafen von Stollberg, nahm er am 27. Juni 1614 eine auf ein Jahr befristete Stelle als Schmiedemeister in Göttingen an. Kurz vor Ablauf dieser Frist erhielt er am 9. Juni 1615 eine Anstellung in Northeim.
Vom 28. Dezember 1616 bis Juni 1618 wirkte Block als Münzmeister für die städtische Münze in Hannover. Sein für die dortigen Groschen-Prägungen genutztes Münzzeichen war entweder die aneinandergehängten Buchstaben VB und/oder dieselben mit Zainhaken ergänzt.
Von Hannover aus ging Block als städtischer Münzmeister nach Hildesheim.